# Frantz Johannes Hansen
Frantz Johannes Hansen, född den 4 september 1810 i Köpenhamn, död där den 14 mars 1852, var en dansk skald.
Hansen framträdde redan som student 1828 i litteraturen och skrev senare ett stort antal lyriska dikter och sånger i prydlig form. Blott en och annan, som romanscykeln Corsaren og hans brud (i "Romantiske digtninger", 1839) torde man ännu minnas. 
Under pseudonym Torkel Thrane skrev han Humoristiske noveller (1841) och romanen Let sind og letsind (1844), bägge översatta till svenska. F.L. Liebenberg utgav 1857 Hansens valda "Poetiske skrifter", varibland ett par skådespel (2 band).